# Tyt Wojnarowski
Tyt Wojnarowski herbu Stołobot (również Tyt Jewhen Wojnarowskyj-Stołobut, ur. 16 lutego 1856 w Ladzkie szlacheckie, zm. 22 lutego 1938 we Lwowie) – ukraiński działacz społeczny w Galicji, ksiądz greckokatolicki, mitrat.
Studiował teologię na Uniwersytecie Lwowskim. Święcenia przyjął w 1881. Kustosz Greckokatolickiej Kapituły we Lwowie, wieloletni administrator dóbr cerkiewnej metropolii. Był posłem XI kadencji Rady Państwa Austrii, z ramienia Ukraińskiej Partii Narodowo-Demokratycznej.
W 1908 był założycielem towarzystwa parcelacyjnego "Zemlja", które rozparcelowało pomiędzy ukraińskich chłopów około 40 000 morgów ziemi rolnej. Był również jednym z założycieli Ziemskiego Banku Hipotecznego. Zasłużony działacz Towarzystwa Gospodarczego „Silśkyj Hospodar”, i jego przewodniczący w latach 1929–1935.
Był autorem prac:
- Wpływ Polszczi na ekonomicznyj rozwij Ukrajiny
- Polen in Ost und West (pod pseudonimem Eugen von Slepowron)
- Das Schisksal des ukrainischen Volkes unter polnischer Herrschaft.